# Sibylle Baumbach
Sibylle Baumbach (* 1978 in Münster) ist eine deutsche Literaturwissenschaftlerin und Hochschullehrerin. Sie ist Professorin an der Universität Stuttgart.

## Leben
Baumbach studierte Anglistik, Germanistik und Komparatistik an der Universität Heidelberg, an der University of Cambridge und an der University of California, Santa Barbara.
Sie wurde 2006 an der Ludwig-Maximilians-Universität München promoviert, mit einer Dissertation zu „Physiognomik und Gesichtslektüren in Shakespeares Tragödien“. Danach war Baumbach an der University of Warwick und der Universität Gießen und war Humboldt-Fellow an der Stanford University.
Von 2011 bis 2015 war sie W1-Professorin an der Universität Mainz und danach Professorin an der Universität Innsbruck. Seit 2018 ist Baumbach Professorin für Englische Literatur an der Universität Stuttgart.
2024 erhielt Baumbach einen ERC Advanced Grant des europäischen Forschungsrats.

## Forschung
Ein Forschungsgebiet von Baumbach betrifft frühe moderne Literatur, insbesondere das Werk von William Shakespeare. Außerdem befasst sie sich mit Wahrnehmnungsaspekten, z. B. der Ästhetik von Faszination, in den Literaturwissenschaften. Baumbachs ERC-Projekt „LitAttention“ untersucht literarische Aufmerksamkeit anhand von Kurzprosa, wobei interdisziplinäre Ansätze, z. B. zu pädagogischer Psychologie und Computerlinguistik, verfolgt werden.

## Schriften (Auswahl)
- Let me behold thy face: Physiognomik und Gesichtslektüren in Shakespeares Tragödien . Winter, Stuttgart 2007. (Anglistische Forschungen.) ISBN 978-3-82535283-7
- Shakespeare and the Art of Physiognomy. Humanities-Ebooks. ISBN 978-1-84760079-0
- mit Ansgar Nünning: An Introduction to the Study of Plays and Drama: Anglistik/Amerikanistik, Sicher im Studium. Klett, Stuttgart 2009. (Uni-Wissen Anglistik/Amerikanistik.) ISBN 978-3-12939545-5